# Макарий I (митрополит Киевский)
Митрополит Мака́рий I ( ум. 1 мая 1497) — митрополит Киевский, Галицкий и всея Руси (1494—1497).
Почитается в Русской церкви как святой в лике священномучеников, память совершается 1 мая (по юлианскому календарю).

## Биография
Митрополит Симеон поставил Макария архимандритом Виленского Троицкого монастыря. Во время подготовки к заключению брака между великим князем Александром Ягеллончиком и Еленой Ивановной, московский царь Иван III ходатайствовал, чтобы таинство венчания совершил Макарий. Однако Александр Ягеллончик воспротивился этой просьбе.
В 1495 году после смерти киевского митрополита Ионы (Глезны), Собором архиереев состоялось рукоположение архимандрита Макария в митрополиты. Избирательный собор не ограничился одним предъизбранием, а до благословения и утверждения патриарха постановил безотлагательно, в срочном порядке, соборными силами местного епископата сначала посвятить Макария во епископа и в митрополита и потом уже послать к патриарху за благословением. Местная летопись говорит: «Собрались тогда епископы Владимирский Вассиан, Полоцкий Лука, Туровский Вассиан, Луцкий Иона и постановили архимандрита Макария, по прозванию Черта, митрополитом Киеву и всей Руси. А к патриарху за благословением послали старца Дионисия и Германа диакона-инока». Вскоре посольство вернулось с утвердительным ответом, но посланник патриарха все-таки не мог не сделать выговора за нарушение нормального порядка. Послу были объяснены скрытые от нас причины торопливости, и он их признал убедительными для оправдания русских епископов. В 1496 году[уточнить] благословлен константинопольским патриархом Нифонтом II.
Митрополит Макарий прилагал много усилий к ослаблению внутренних распрей среди духовенства и мирян, заботился о развитии Киевской митрополии. На свои личные средства упорядочил и украсил много храмов и монастырей. Он оберегал и защищал права православных от латинян. Для этого принимал меры, чтобы склонить литовского великого князя Александра к православным.
Жил в столице Литвы, так как Киев постоянно подвергался набегам крымских татар. Несмотря на опасность путешествия, митрополит Макарий поехал, чтобы решить многие церковные дела и, главное, заняться восстановлением разрушенного Софийского собора.
1 мая 1497 года Макарий проводил Божественную литургию на берегу реки Припять когда напали татары. Святитель призвал присутствующих спасаться, а сам остался у алтаря и принял мученическую смерть в селе Скрыгалов возле Мозыря. Его зарубили, отсекли ступню и голову.
Современники горячо оплакивали смерть святителя. Его тело привезли в Киев и положили в храме Святой Софии.

## Память
Его память чтили в день тезоименитства (18 января), но с 1827 года эта дата была перенесена на день его смерти.
В 1897 году на берегу Припяти, где был убит Макарий, была построена стела в память об этом трагическом событии.
В Скрыгалове действует храм в честь священномученика Макария Киевского, рядом с которой возвышается часовня в честь митрополита.